# TV Clube (RTP)
TV Clube foi um programa de variedades transmitido entre durante a década de 1960 na RTP, que consistia na atuação de artistas nacionais e internacionais, como Simone de Oliveira, João Maria Tudela, Duo Ouro Negro, Gigliola Cinquetti, Charles Trenet, Carmen Sevilla, Francisco José, entre outros.
O programa esteve envolvido em polémica quando, na emissão de 21 de julho de 1964, Francisco José aproveitou a sua atuação para denunciar a diferença de pagamento entre os artistas estrangeiros e os portugueses, em que o valor pago aos primeiros ultrapassava largamente o pago aos segundos. O programa foi cortado, e o incidente acelerou a utilização do videotape e a gravação prévia dos programas, para evitar mais incidentes do género, para além do estabelecimento de um inquérito e de um relatório sobre a política de cachets praticada pela RTP. Ao mesmo tempo, Francisco José foi alvo de um processo-crime, no qual viria a ser isento de culpa pelo advogado representante da RTP, em janeiro de 1966.